# Kenneth Ohlsson

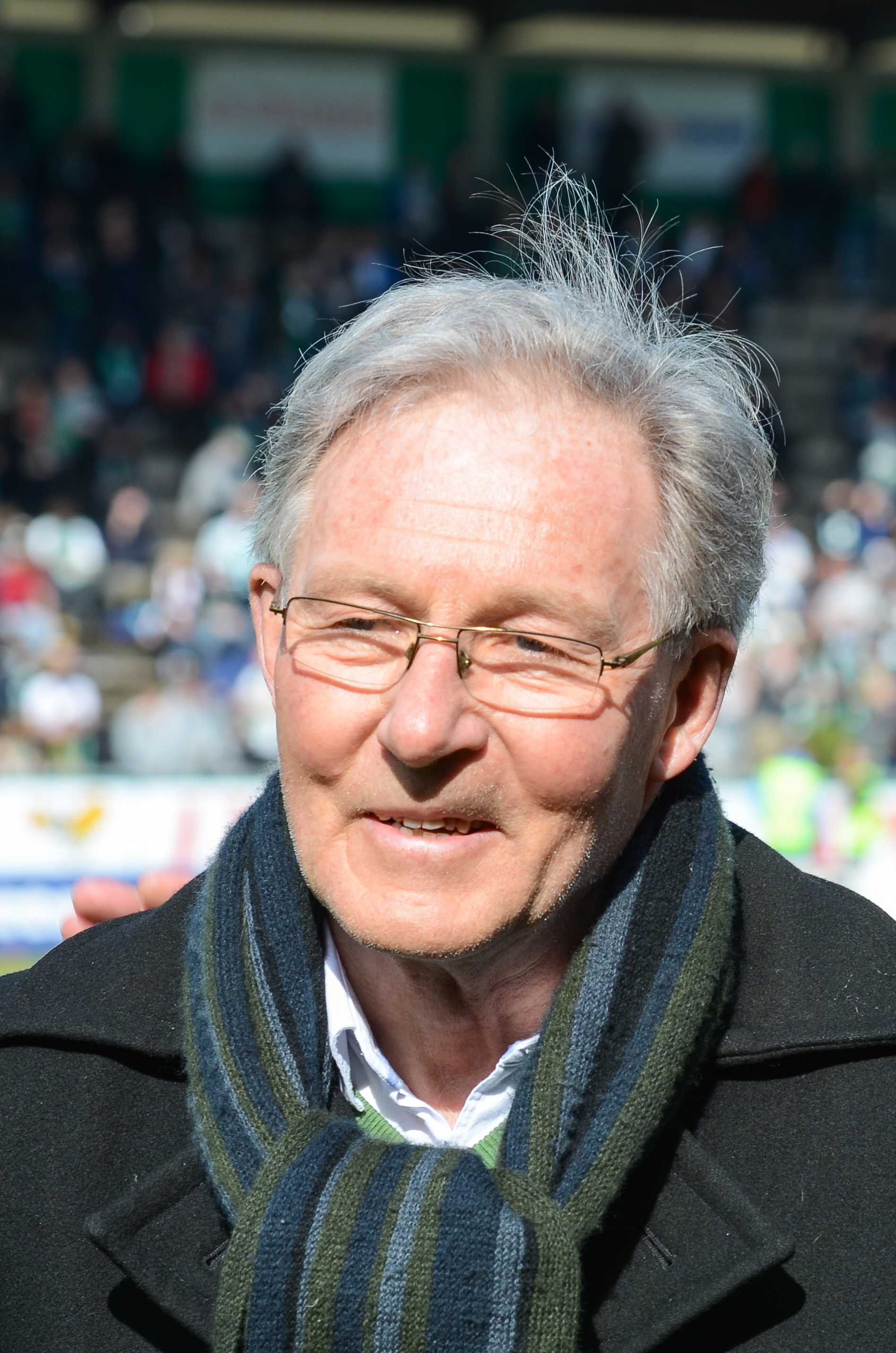
Kenneth Ohlsson im April 2013

Kenneth Ohlsson (* 7. September 1948) ist ein schwedischer ehemaliger Fußballspieler und -trainer. Der Mittelfeldspieler, der 1978 für die schwedische Nationalmannschaft debütierte, ist mit 333 Einsätzen in der Allsvenskan der Spieler mit den meisten Partien für den Stockholmer Klub Hammarby IF. Zudem trat er für den Klub im Bandy an.

## Werdegang

### 18 Jahre im Jersey von Hammarby IF
„Kenta“ Ohlsson debütierte 1966 sowohl im Fußball als auch im Bandy in der ersten Mannschaft des Hammarby IF. Mit der Fußballmannschaft wurde er Staffelsieger in der zweiten Liga und trug in der Aufstiegsrunde mit zwei Toren beim 5:0-Erfolg über den IF Saab zum Wiederaufstieg des Klubs in die Allsvenskan bei. In der Folge konzentrierte er sich aufs Fußballspielen, dennoch verpasste er mit der Mannschaft um Tom Turesson, Lennart Skoglund und Ronnie Hellström trotz zwei Saisontoren den Klassenerhalt in Schwedens Eliteserie. In der zweiten Liga glänzte er als regelmäßiger Torschütze und reihte sich mit zwölf Saisontoren hinter Rolf Andersson, der in seinen 22 Saisonspielen 35 Tore erzielt hatte, als zweitbester vereinsinterner Torschütze ein. Dennoch verpasste er mit dem Klub als Tabellenzweiter hinter IK Sirius den Wiederaufstieg. In der folgenden Spielzeit führte er den Klub als bester Torschütze mit zehn Toren in die Aufstiegsspiele, die nach zwei Siegen gegen Sandåkerns SK und Helsingborgs IF – Ohlsson erzielte jeweils ein Tor – bereits vorzeitig erfolgreich beendet wurden.
An der Seite von Jan Sjöström, Peter Edlund, Björn Löf und Belgien-Rückkehrer Tom Turesson war Ohlsson in der Erstliga-Spielzeit 1970 zwar nur ein Torerfolg vergönnt, als Tabellenfünfter hielt die Mannschaft jedoch die Klasse. In den folgenden Jahren rutschte die Mannschaft in den Abstiegskampf ab und belegte zweimal in Serie den letzten Nicht-Abstiegsplatz. Als Stammspieler verpasste er in den Spielzeiten 1973 und 1974 kein Saisonspiel und verhalf der mittlerweile von Olle Nyström betreuten Mannschaft zu Plätzen im mittleren Tabellenbereich, ehe er auch unter dessen Nachfolger Björn Bolling regelmäßig zum Einsatz kam. Die im Laufe der Zeit um Spieler wie Mats Werner, Thom Åhlund, Thomas Sjöberg, Michael Andersson und Ohlssons Bruder Billy ergänzte Mannschaft erreichte 1977 das Endspiel um den Landespokal, musste sich aber im Endspiel nach einem Tor von Anders Linderoth Östers IF mit einer 0:1-Niederlage geschlagen geben.
Das folgende Jahr war für Ohlsson gleichzeitig mit Höhepunkt und Enttäuschung verbunden. Im April berief ihn Nationaltrainer Georg Ericson in die Landesauswahl. Beim 3:1-Erfolg über die deutsche Nationalmannschaft stand er in der Startformation. Anschließend gehörte er dem vorläufigen Kader für die Weltmeisterschaft 1978 an, wurde aber letztlich nicht für die Endrunde nominiert. Nachdem Bengt Gustavsson vor der Spielzeit 1979 das Traineramt übernommen hatte, spielte der Klub um die Meisterschaft mit. Mit nur drei Punkten aus den letzten sechs Spielen verpasste Ohlsson an der Seite von Mats Werner, Ulf Eriksson, Thom Åhlund und Mikael Rönnberg jedoch seinen ersten Titelgewinn und beendete die Spielzeit mit der Mannschaft auf dem sechsten Tabellenplatz. In den beiden folgenden Jahren platzierte er sich mit der Mannschaft weiterhin nur im mittleren Tabellenbereich, so dass vor der Spielzeit 1982 erneut ein Trainerwechsel anstand. Unter Bengt Persson erreichte der Klub als Tabellenzweiter hinter IFK Göteborg die Meisterschaftsendrunde, in der sie nach Siegen über Örgryte IS und IF Elfsborg ins Endspiel einzog. Trotz eines 2:1-Auswärtserfolges im Hinspiel blieb Ohlsson nach einer 1:3-Rückspielniederlage gegen IFK Göteborg erneut ein Titel verwehrt, wobei er jeweils als Einwechselspieler zum Zuge gekommen war. In der anschließenden Spielzeit zog der Klub als Tabellenfünfter in die Endrunde ein, scheiterte jedoch direkt zum Auftakt gegen AIK. Im Sommer hatte Ohlsson mit dem Klub erneut das Pokalfinale erreicht, aber erneut gegen IFK Göteborg den Titel verpasst. Da der Göteborger Verein damit jedoch Doublegewinner war, war der Verein für den Europapokal der Pokalsieger 1983/84 startberechtigt. Beim 4:0-Auftaktsieg gegen den albanischen Vertreter KS 17. Nëntori Tirana zeichnete er sich als doppelter Torschütze aus, musste aber in der zweiten Runde gegen Haka Valkeakoski das Ausscheiden hinnehmen.
Zum Jahresende 1983 beendete Ohlsson nach 18 Jahren bei Hammarby IF seine aktive Laufbahn. Für den Stockholmer Klub hatte er 333 Erstligapartien bestritten und dabei 58 Tore erzielt. Zudem kam er in acht Spielen um die Meisterschaftsendrunde zum Einsatz, in denen er ohne Torerfolg blieb.

### Aktiv als Trainer und Akademieleiter
Kenneth Ohlsson (1991)

Link zum Bild

(Bitte Urheberrechte beachten)
Zunächst Nachwuchstrainer bei Hammarby IF übernahm er 1985 das Traineramt beim Drittligisten Spånga IS. Nach vier Jahren Tätigkeit kehrte Ohlsson 1989 als Trainer zu Hammarby IF zurück und beerbte Hans Backe, unter dessen Leitung der Verein im Vorjahr aus der Allsvenskan abgestiegen war. Unter seiner Verantwortung stieg die Mannschaft um Sten-Ove Ramberg, Peter Hautalahti, Michael Andersson und Thomas Lundin aufgrund der mehr geschossenen Tore gegenüber dem punkt- und tordifferenzgleichen Konkurrenten Vasalunds IF direkt wieder auf. Nach dem direkten Wiederabstieg verpasste er erst in der Herbstserie 1991 den abermaligen Aufstieg in die höchste Spielklasse. In der Spielzeit 1992 lediglich Tabellenzweiter hinter Degerfors IF ersetzte ihn der Verein durch Tommy Davidsson.
Ab 1993 war Ohlsson Jugendtrainer bei IF Brommapojkarna, ehe er 1995 zum Fünftligisten Reymersholms IK ging. 1998 übernahm er für eine Spielzeit Assyriska Föreningen. Mit dem unterklassig antretenden Hanvikens SK, den er zwischen 1999 und 2002 trainierte, stieg er in die fünfte Liga auf. Seit 2001 engagiert er sich wieder bei Hammarby IF und ist zuständig für die Nachwuchsakademie.